# Martina Kniezková
Martina Kniezková (1975-2015) fue una deportista checa que compitió en atletismo adaptado. Ganó tres medallas en los Juegos Paralímpicos de Verano en los años 2000 y 2004.

## Palmarés internacional
| Juegos Paralímpicos | Juegos Paralímpicos | Juegos Paralímpicos | Juegos Paralímpicos |
| Año                 | Lugar               | Medalla             | Prueba              |
| ------------------- | ------------------- | ------------------- | ------------------- |
| 2000                | Sídney (Australia)  | Medalla de oro      | Disco F51-54        |
| 2000                | Sídney (Australia)  | Medalla de plata    | Jabalina F52-54     |
| 2004                | Atenas (Grecia)     | Medalla de oro      | Disco F32-34/51-53  |